# 戸田温泉
戸田温泉（へだおんせん）は、静岡県沼津市戸田にある温泉。

## 泉質
- ナトリウム・カルシウム - 硫酸塩泉
- 源泉温度52℃

## 温泉街
沼津市南部の戸田漁港近辺に、15軒の旅館、ホテルが存在する。「道の駅くるら戸田」に、日帰り温泉「壱の湯」と無料の足湯がある。温泉スタンドもある。

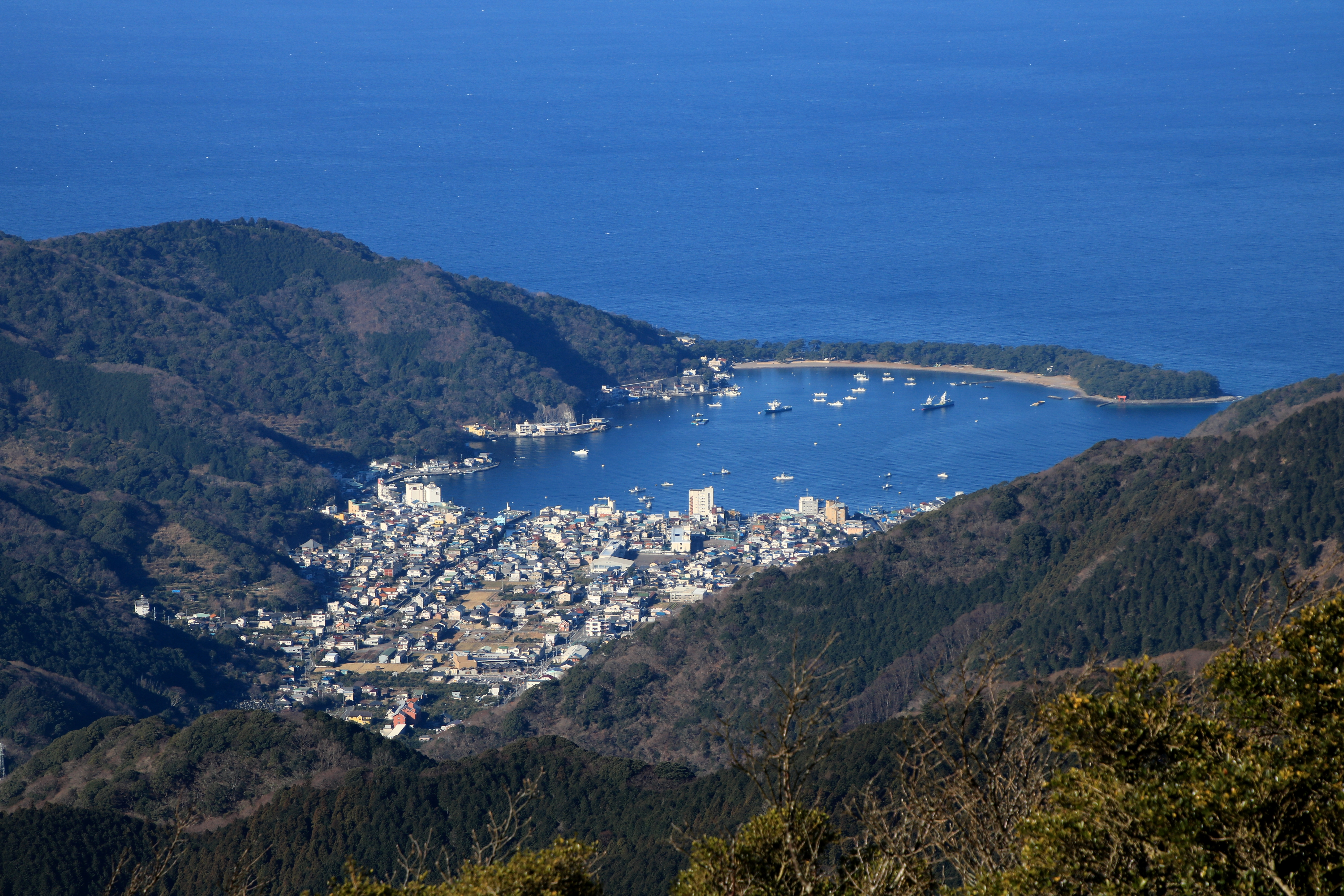
金冠山から望む沼津市の戸田地区、戸田漁港と御浜岬

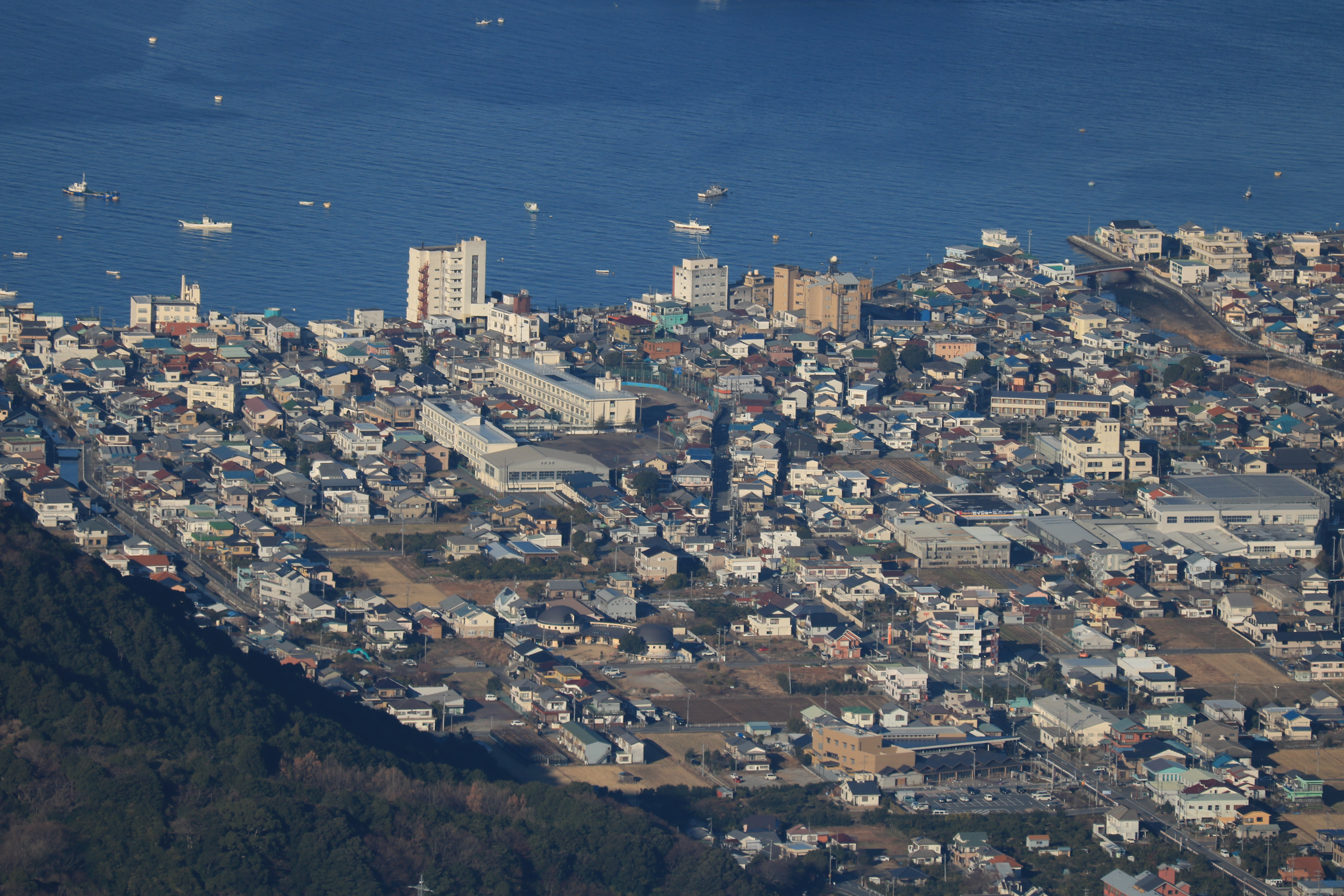
下部に道の駅くるら戸田

## 歴史

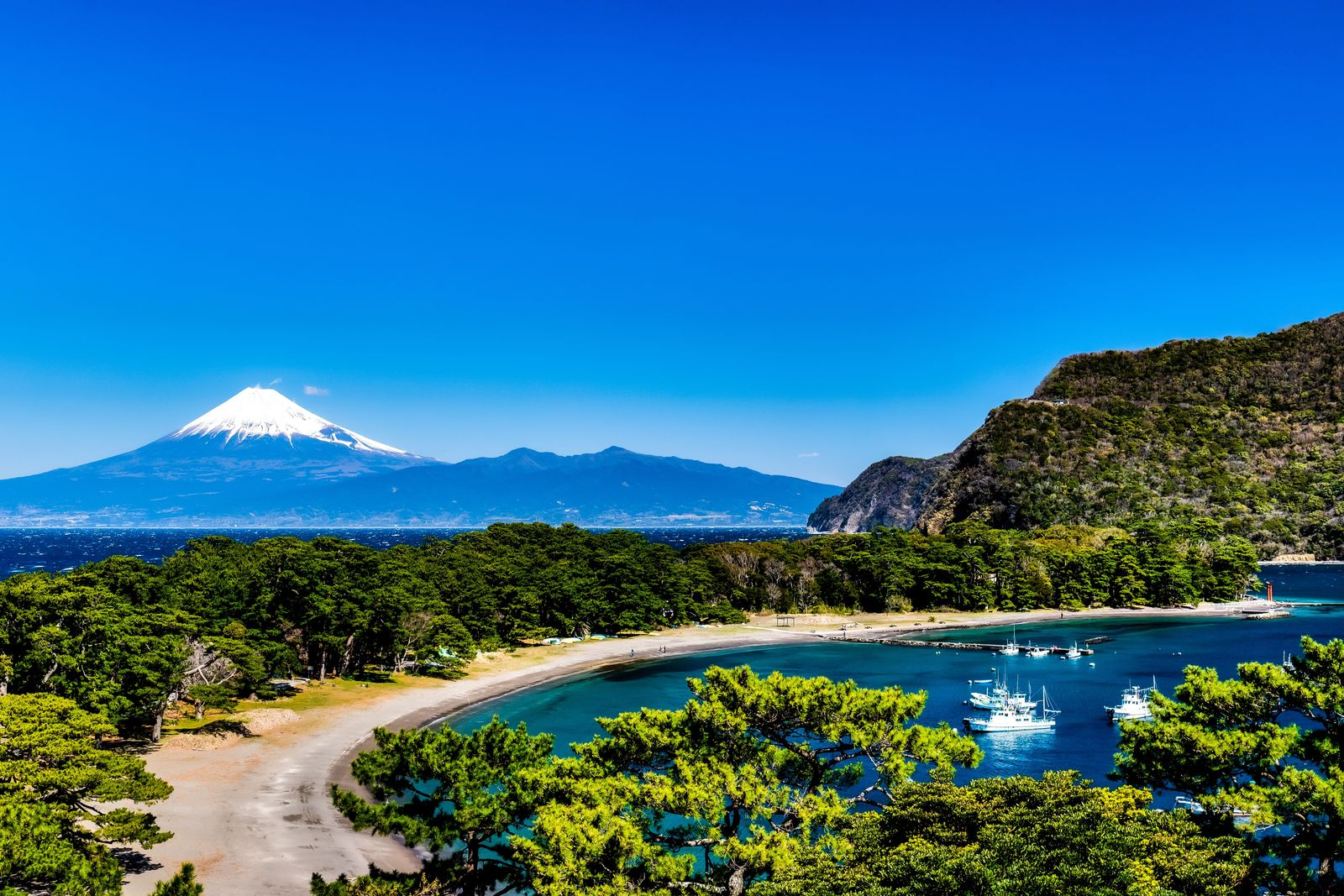
沼津市戸田健康の森展望地

1986年（昭和61年）に湧き出した、新しい温泉である。
「へだ」という読み方は近くにある部田神社に由来している。

## アクセス

### 車
東名高速道路沼津ICより約70分。

### バス
新東海バス（修善寺温泉・虹の郷 - 西伊豆戸田路線）